# Idza Luhumyo
Idza Luhumyo, née en 1993, est une enseignante et une écrivaine kényane de nouvelles dont les œuvres s'intéressent aux populations côtières d’Afrique de l'Est. Elle a été plusieurs fois primée. Ainsi, en juillet 2020, Idza Luhumyo a été désignée première lauréate du prix Margaret Busby - New Daughters of Africa Award. Elle a remporté le prix Short Story Day Africa 2021 avec sa nouvelle Five Years Next Sunday, qui a également remporté le prix Caine 2022.

## Biographie
Idza Luhumyo est née en 1993 à Mombasa, ville portuaire du sud du Kenya sur l’Océan Indien, et est diplômée en droit de l'université de Nairobi. Elle vit entre Kilifi et Nairobi, et travaille comme scénariste et rédactrice. 
Le 21 juillet 2020, il est annoncé qu'elle est la première bénéficiaire d'une bourse d'études rendue possible par la publication de l'anthologie New Daughters of Africa en 2019 de Margaret Busby, permettant à Idza Luhumyo de mener des études de troisième cycle à l'Université SOAS, à Londres, à partir de l'automne 2020, avec un logement fourni par l’International Students House,. À propos de cette nouvelle formation Luhumyo déclare : « Ce que je préfère dans le programme de maîtrise en littérature comparée, c'est son interdisciplinarité. J'aime parfois penser qu'il s'agit d'une rencontre entre la littérature sans frontières et la théorie critique, ce qui est tout simplement parfait ».
Puis Idza Luhumyo devient étudiante dans le programme de création littéraire de l'Université d'État du Texas. Elle y obtient une maîtrise en écriture créative.  Ses écrits sont publiés dans diverses revues, notamment dans Transition Magazine, African Arguments, The Masters Review  ou encore The Porter House Review.
Idza Luhumyo remporte le Short Story Day Africa Prize 2021 avec Five Years Next Sunday. Et en juillet 2022,] Idza Luhumyo devient la lauréate, avec ce même récit, du prix Caine, choisie parmi 349 contributions de 27 pays africains. Le président du jury du prix Caine, Okey Ndibe, a décrit Five Years Next Sunday comme une histoire « incandescente », qui utilise un « langage exquis ».  Idza Luhumyo est le cinquième écrivain kenyan à recevoir le prix Caine.
Elle s’installe à Austin et commence à enseigner au département d'anglais de cette université d'État du Texas.